# Неороманський стиль
Неороманський стиль — європейський стиль мистецтва XIX століття. У цей час художники і архітектори активно зверталися до стилів колишніх епох — у цьому випадку до романського мистецтва. Стиль був поширений в основному в США і Канаді в 1870–1920 рр.

## Історія
Стиль зародився приблизно в середині XIX століття. Основою стилю стала романська архітектура XI–XII століть. На відміну від романського стилю, для неороманського стилю характерна більш проста форма арок і вікон. Один з різновидів неороманського стилю, Rundbogenstil («Круглий арочний стиль»), був популярний у німецької діаспори на початку 1830-х років. Одним з найвидніших архітекторів, що працювали в цьому стилі, був архітектор Генрі Гобсон Річардсон.

## Приклади використання

### США

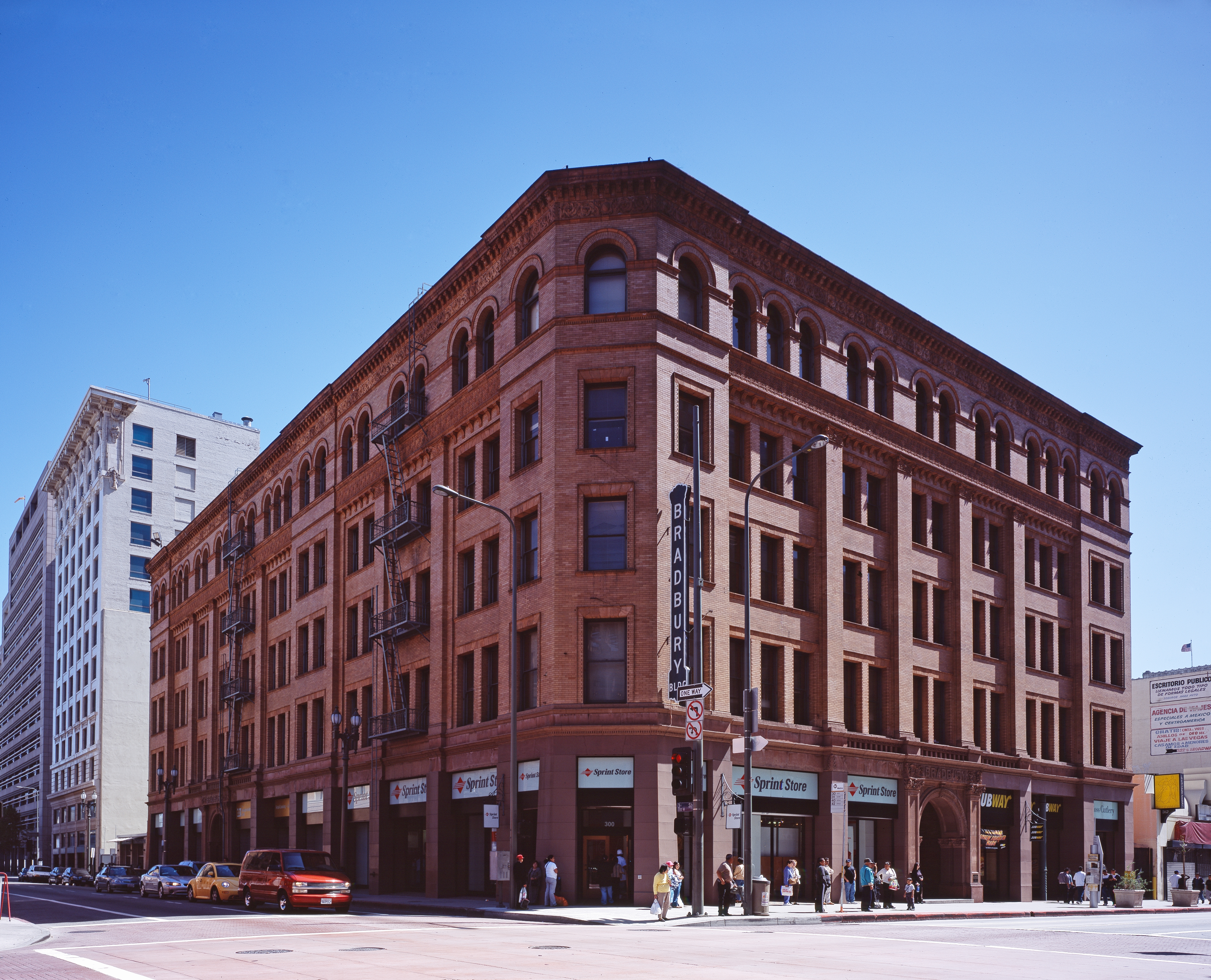
Будинок Бредбері, Лос-Анджелес. 2005
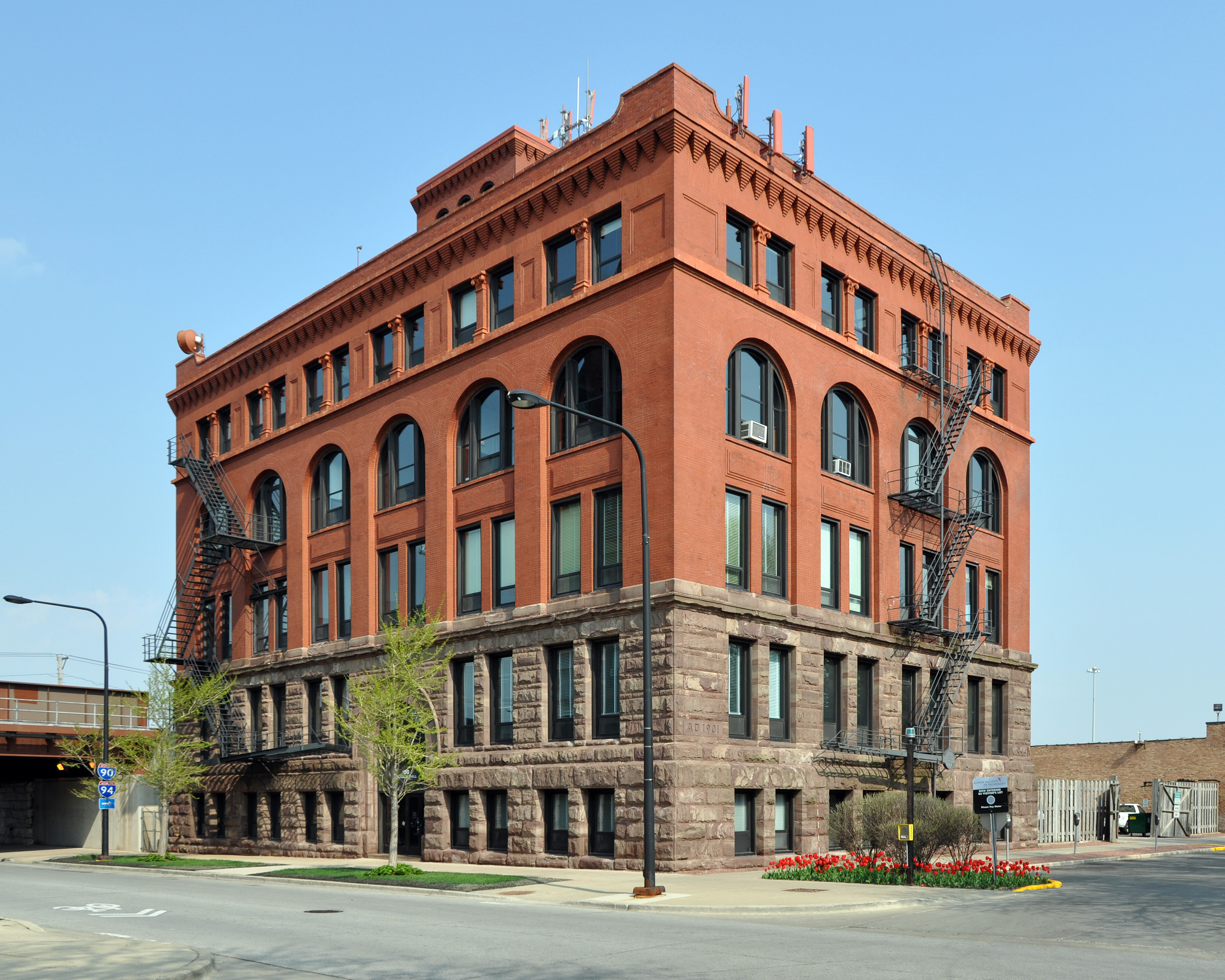
Машинний зал, Іллінойський технологічний інститут, Чикаго, Іллінойс
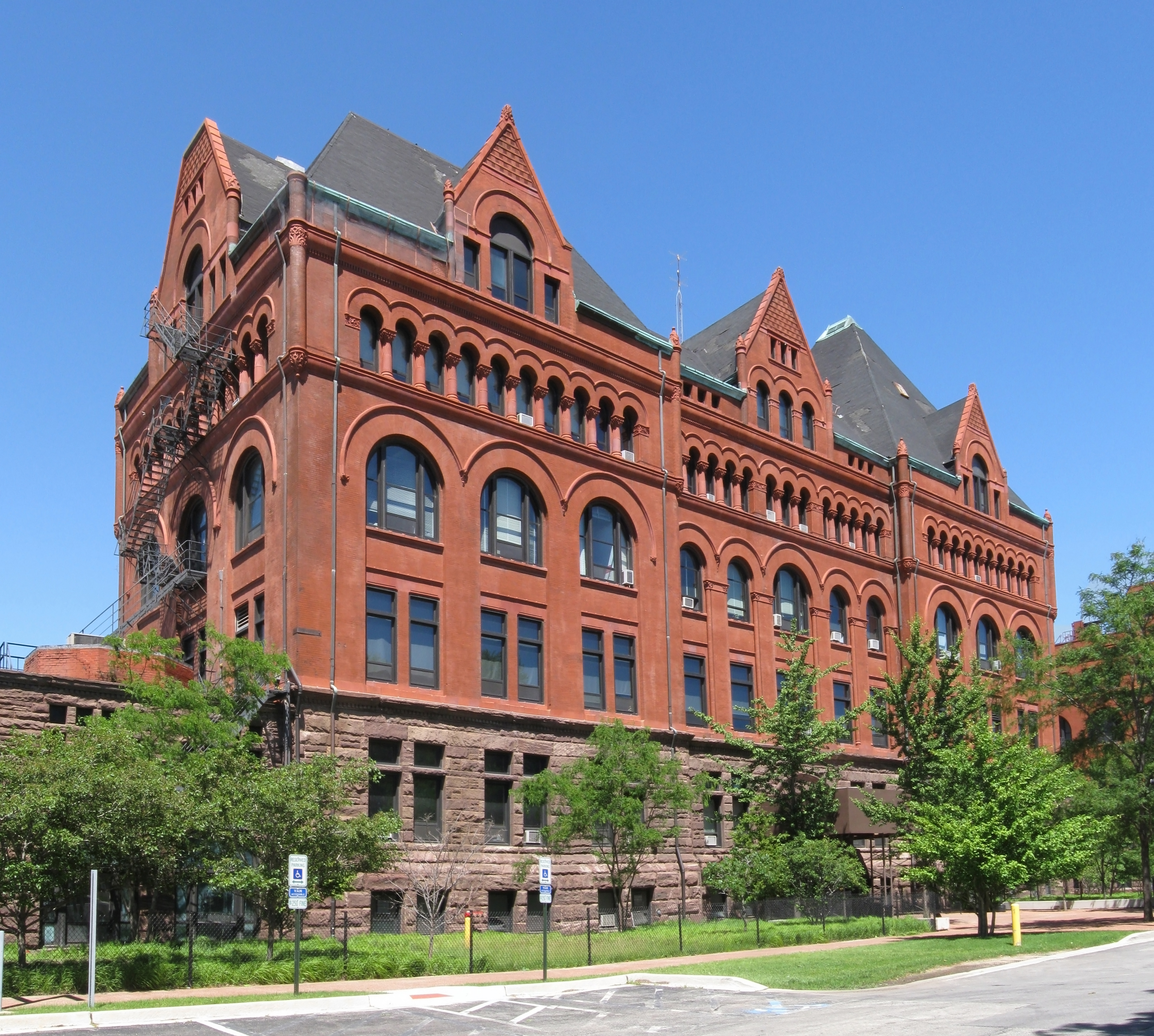
Головна будівля Іллінойсського технологічного інституту
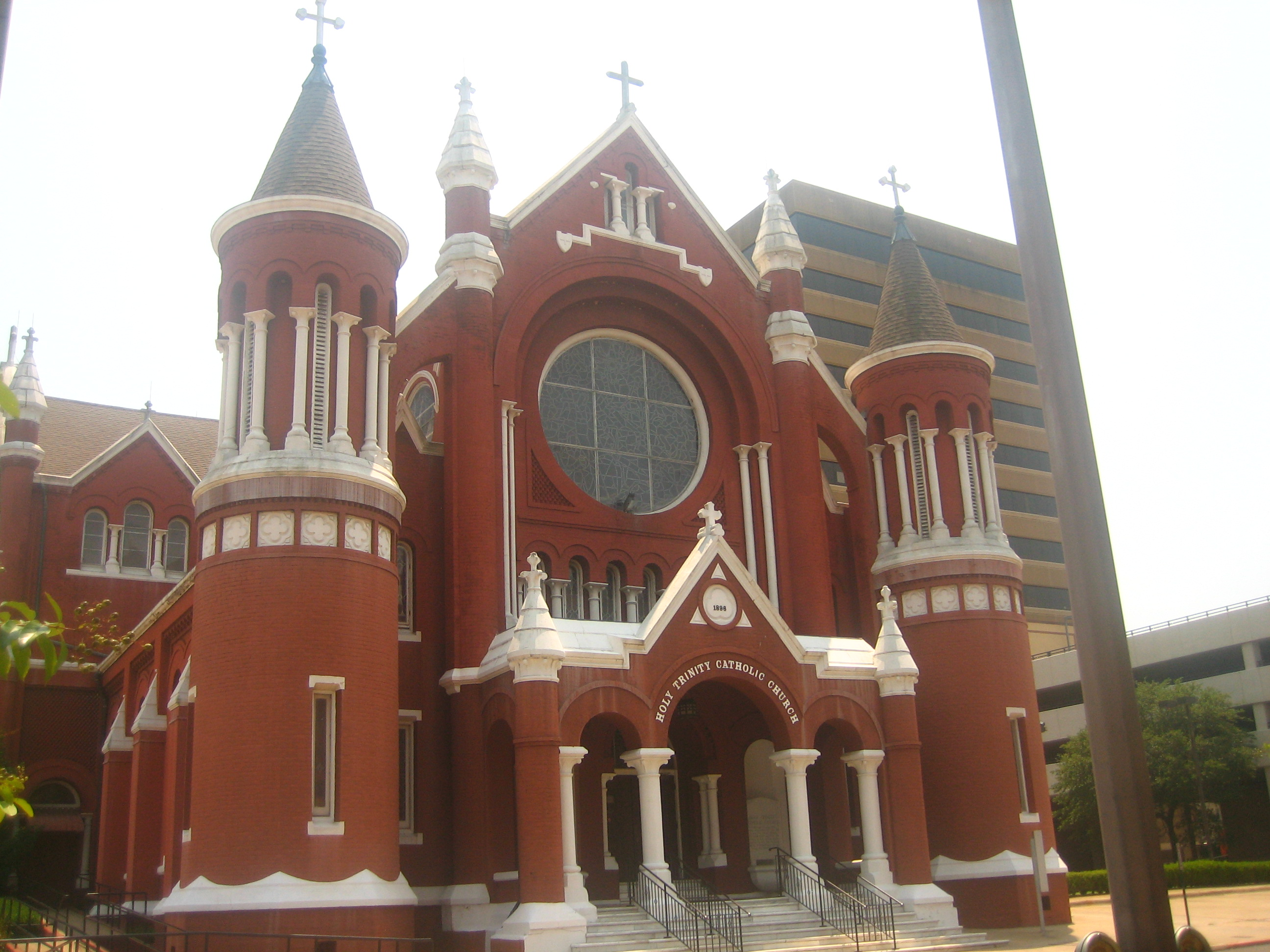
Собор Святої Трійці, Шрівпорт, Луїзіана

### Канада
- Будівля канадського University College (одного з семи коледжів Університету Торонто) є прикладом неороманського стилю. Архітектор Фредерік Вільям Камберленд.

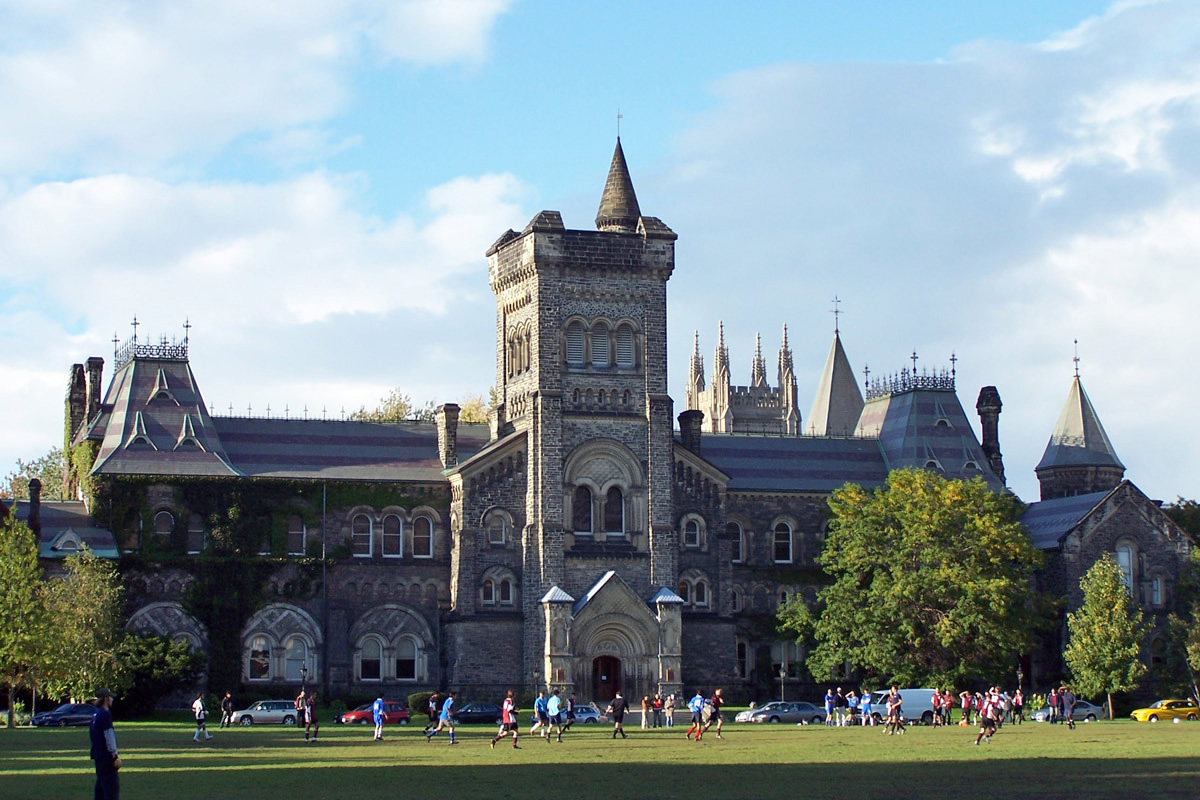
Університетський коледж, Торонто
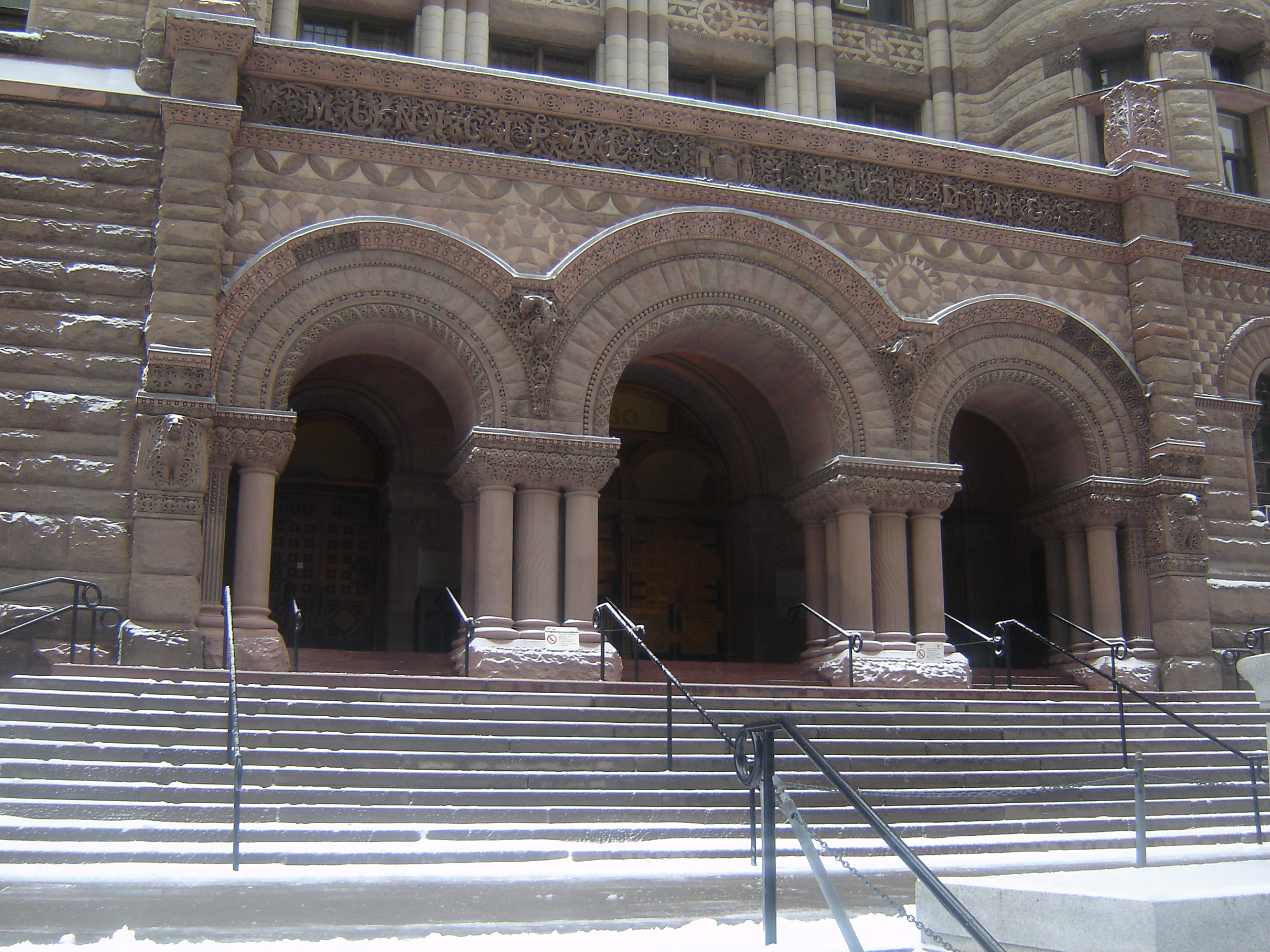
Арка головного входу в стару ратушу Торонто
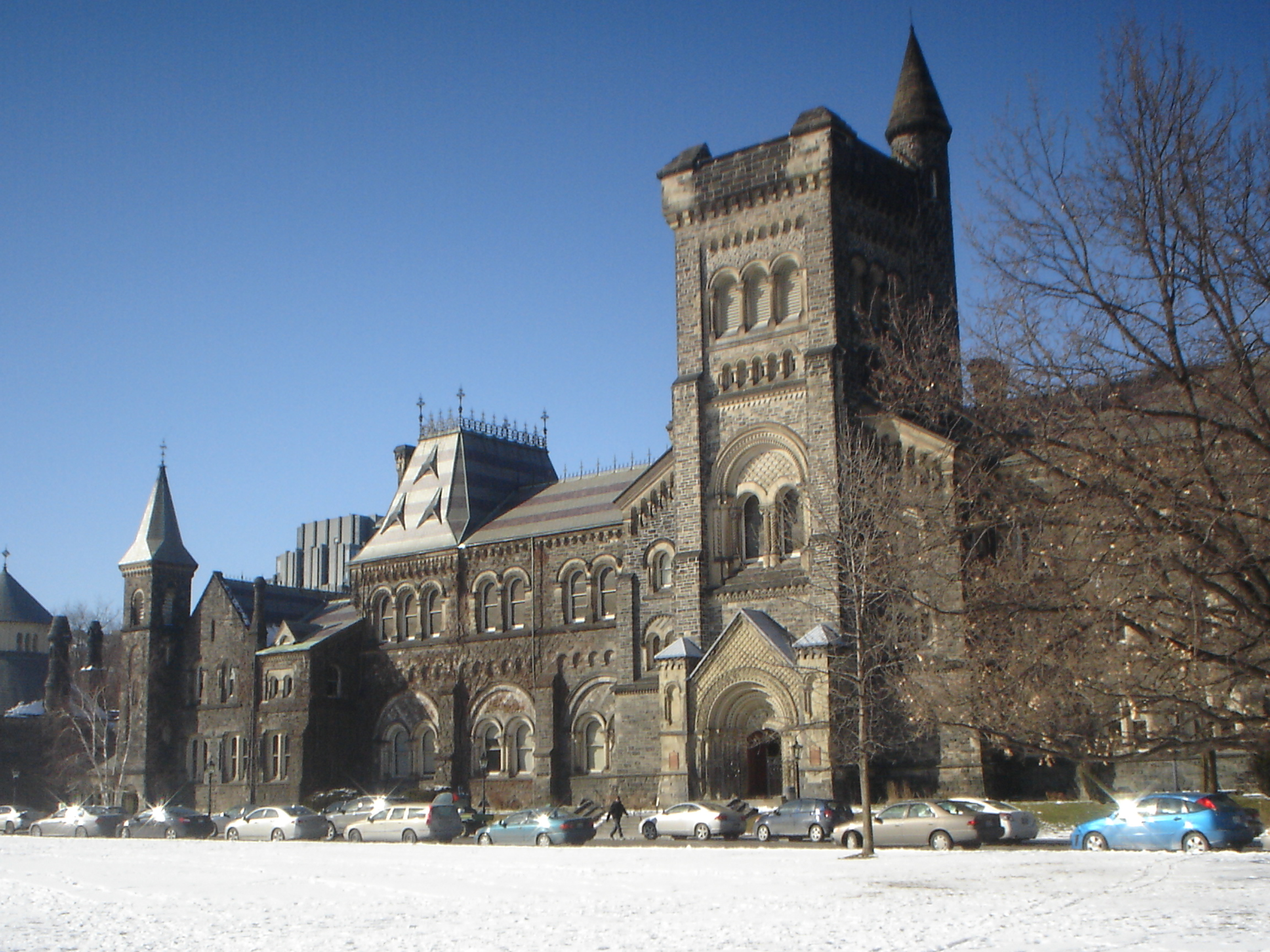
Університетський коледж
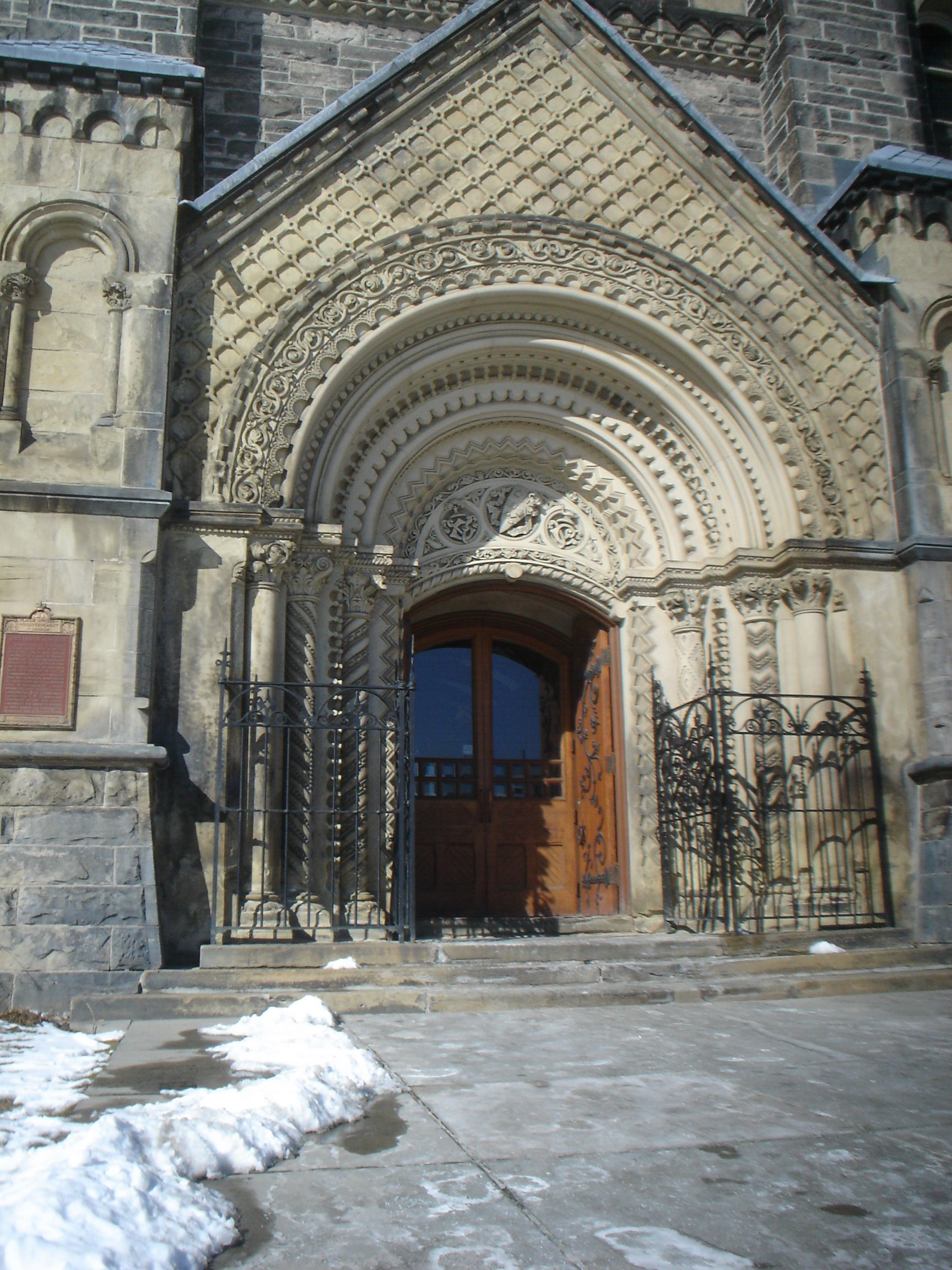
Головний вхід в Університетський коледж

### Європа

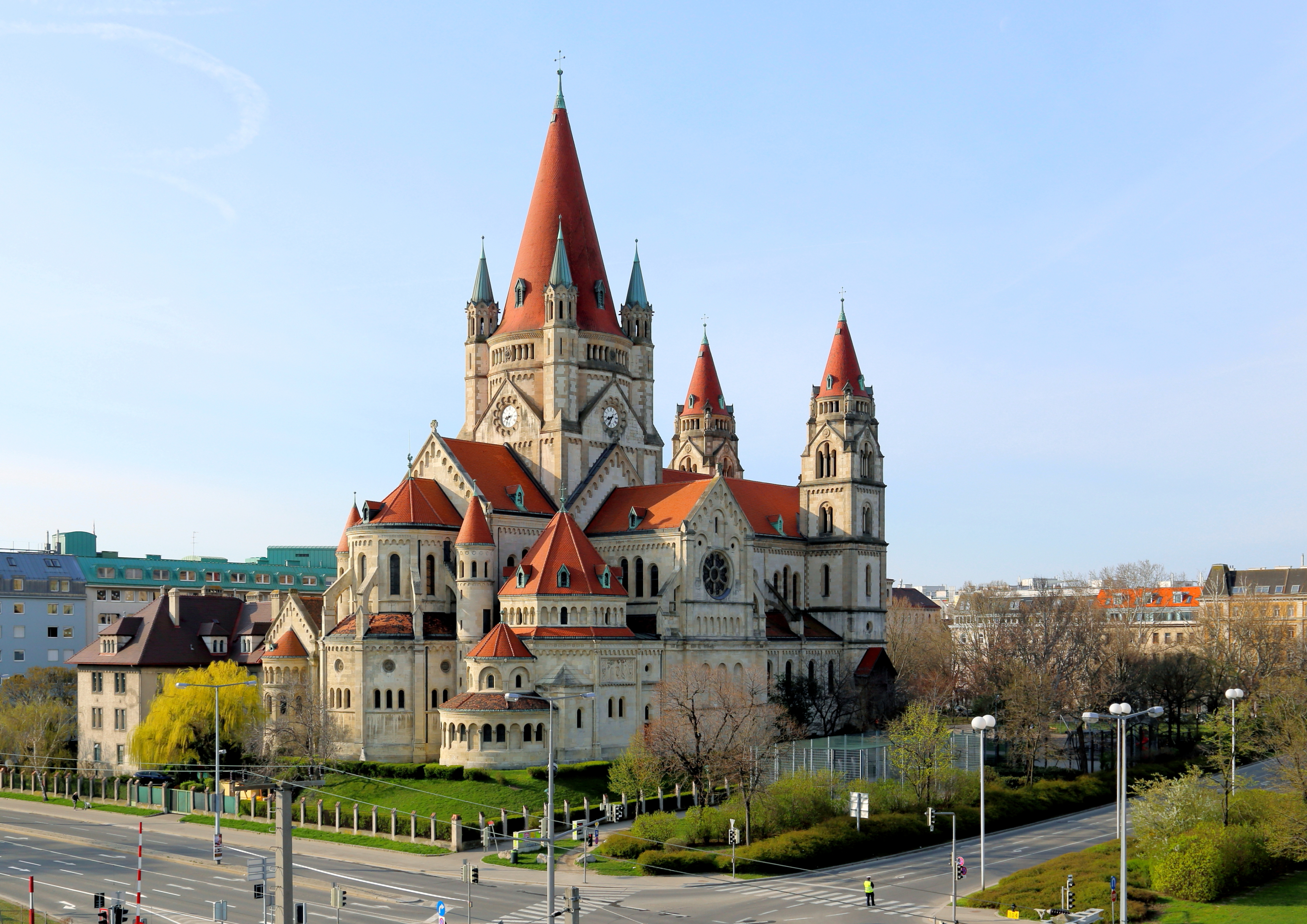
Церква Франциска Ассизького (Відень)